# 威廉·「胡蒂」·詹森
威廉·活獲特·「胡蒂」·詹森（英語：William Woodward "Hootie" Johnson；1931年2月16日—2017年7月14日），佐治亞州奧古斯塔人，是美國一名企業家。
威廉·詹森在2017年7月14日病逝，享年86歲。